# Academia Dominicana de la Historia
La Academia Dominicana de la Historia es una institución académica dedicada al estudio, investigación y difusión de la historia de la República Dominicana. Fundada el 23 de julio de 1931 mediante el decreto presidencial n.º 186, su objetivo principal es promover investigaciones sobre la historia nacional, recopilar y clasificar documentos históricos, estimular la producción de trabajos en la materia y emitir opiniones consultivas cuando se le solicite oficialmente. 

## Historia
La creación de la Academia fue impulsada por el interés de preservar y estudiar el pasado dominicano. A lo largo de su existencia, ha contado con destacados historiadores y académicos entre sus miembros. Entre sus presidentes se encuentran Federico Henríquez y Carvajal, Manuel de Jesús Troncoso de la Concha, Emilio Rodríguez Demorizi, Hugo Eduardo Polanco Brito, Roberto Cassá, José Chez Checo y Mu-Kien Adriana Sang Ben, quien fue la primera mujer en presidir la institución.
Desde su fundación, la Academia ha publicado varios libros y opúsculos de historiadores dominicanos y extranjeros. Su revista oficial, Clío, ha alcanzado más de 160 números, siendo una fuente importante para la investigación histórica en el país.
Además de sus publicaciones, la Academia organiza conferencias, charlas y seminarios en diversas localidades del país, promoviendo el estudio y la discusión de temas históricos entre académicos y el público en general.
La Academia ha establecido convenios con otras instituciones, como el Archivo General de la Nación, con el objetivo de fomentar la cooperación en investigaciones históricas, asesoramiento archivístico y la realización de actividades conjuntas.

## Organización
La Academia Dominicana de la Historia se estructura como una corporación académica compuesta por diferentes categorías de miembros, conforme a sus estatutos y reglamentos internos. Estas categorías incluyen:
- Miembros de número: Son los académicos titulares, residentes en el país, que han sido elegidos en función de sus méritos y aportes al estudio de la historia dominicana. Tienen voz y voto en las decisiones institucionales y participan activamente en las sesiones ordinarias y extraordinarias.[12]
- Miembros correspondientes nacionales: Son investigadores o profesionales dominicanos que residen fuera del Distrito Nacional y que han realizado contribuciones relevantes a la historiografía nacional. Su función principal es colaborar con la Academia desde sus respectivas regiones.[13]
- Miembros correspondientes extranjeros: Son historiadores de otras nacionalidades que han contribuido al estudio de la historia dominicana o han mantenido vínculos académicos con la institución.[14]
- Miembros honorarios: Esta distinción se otorga de manera excepcional a personas que han prestado servicios relevantes a la Academia o a la cultura nacional, sin necesidad de estar vinculados directamente con la investigación histórica.
- Miembros protectores: Son individuos o instituciones que apoyan económicamente o de otro modo las labores de la Academia, sin participar directamente en sus decisiones científicas.[15]

La Academia es dirigida por una Junta Directiva, compuesta por un presidente, un vicepresidente, un secretario, un tesorero y vocales. Estos cargos son electivos y se renuevan periódicamente mediante votación de los miembros de número. La Junta es responsable de coordinar las actividades científicas, administrativas y editoriales de la institución.
Asimismo, la Academia funciona a través de comisiones de trabajo especializadas, encargadas de temas específicos como publicaciones, eventos académicos, relaciones internacionales y archivos. Estas comisiones permiten una gestión más eficiente de las múltiples actividades que realiza la institución.
La sede de la Academia se encuentra en Santo Domingo, y en sus instalaciones se conserva un archivo documental, una biblioteca especializada y una hemeroteca. Estos recursos están disponibles tanto para sus miembros como para investigadores nacionales y extranjeros.
La elección de nuevos miembros y la toma de decisiones institucionales se realizan en sesiones ordinarias o extraordinarias, conforme al reglamento interno. Las decisiones importantes requieren el voto favorable de la mayoría de los miembros presentes.